# بين الحمام (بني ضبيان)

تعديل مصدري - تعديل

بين الحمام هي إحدى قرى عزلة بني ضبيان بمديرية بني ضبيان التابعة لمحافظة صنعاء، بلغ تعداد سكانها 14 نسمة حسب تعداد اليمن لعام 2004.